# Amauris serica
Amauris serica är en fjärilsart som beskrevs av Talbot 1940. Amauris serica ingår i släktet Amauris och familjen praktfjärilar. Inga underarter finns listade i Catalogue of Life.